# ミュージック・ビデオ
ミュージック・ビデオ（英: music video、略称：MV）は、宣伝や芸術目的で制作された、曲とイメージを統合した短編映画である。現代のミュージック・ビデオは、主に音楽録音の販売を促進するためのマーケティング手段として制作され、使用されている。また、マーケティングキャンペーンで曲を使用し、単なる曲以上のものにすることも可能である。食品やその他の製品の玩具やマーケディングキャンペーンでは、マーチャンダイジングとして使用されている。

## 概要
ミュージック・ビデオの起源は1920年代に登場したミュージカル短編映画にまで遡るが、1980年代にはMTVがこのメディアを中心としたフォーマットを採用したことで有名になった。これらの作品は、1980年以前には「イラストレイテッド・ソング」、「フィルムド・インサート」、「プロモーション（プロモ）フィルム」、「プロモーション・クリップ」、「プロモーション・ビデオ」、「ソング・ビデオ」、「ソング・クリップ」、「フィルム・クリップ」などと呼ばれていた。
現代のミュージック・ビデオは、アニメーション、実写、ドキュメンタリー、抽象アニメーションなど非物語的なアプローチを含む幅広い撮影技術が使用されている。いくつかのミュージック・ビデオは、アニメーション、音楽、実写など異なるスタイルを混合している。これらのスタイルと技術を組み合わせることは、観客に変化を示すために、より一般的になってきた。多くのミュージック・ビデオは、曲の歌詞からイメージや場面を解釈するが、別のテーマのアプローチが採用される場合もある。また、必ずしも曲のライブパフォーマンスを撮影したビデオである必要はない。プロダクトプレイスメントは、ミュージック・ビデオでは一般的な技巧であり、多くのヒップホップのビデオにはビーツピルが登場する。

## 歴史
ミュージック・ビデオの概念は1970年代以前から存在しており、ポップミュージック以前ではディズニー制作の『ファンタジア』などが音楽と映像を融合させた作品として著名である。
1894年、楽譜出版社であるエドワード・B・マークスとジョー・スターンが電気技師のジョージ・トーマスと様々な演奏家を雇い、曲「ザ・リトル・ロスト・チルド」の販売を促進した 。幻灯機を使用して、トーマスはライブパフォーマンスと同時にスクリーンに一連の静止画を投影した。これは、ミュージック・ビデオに向けた最初のステップとして知られるイラストレイテッド・ソングとして人気になった。
トニー・ベネットは自伝で、1956年にロンドンのハイド・パークにあるサーペンタイン・レイクに沿って歩いて撮影された「最初のミュージック・ビデオ」を制作したと主張している。それは、「ストレンジャー・イン・パラダイス」のビデオである。ビデオは、イギリスとアメリカ合衆国のテレビ局に送られ、ディック・クラークの「アメリカン・バンドスタンド」などの番組で放送された。より抽象的な現代的なビデオと似ているプロモーション・ミュージック・ビデオの最も古い例は、1958年に制作され、ラディスラフ・リュヒマンによって監督された「Dáme si do bytu」である。
イギリスのロックバンド、ザ・ビートルズは1966年以降にツアーを行わず、ロンドン周辺で創作活動を続けていた。そのため、新曲リリースのたびに、さまざまなテレビ番組に依頼され、出演しなければならない事を疎ましく思い、演奏シーンとイメージ映像を組み合わせた映像作品を予め作成し、テレビ局へ提供したのが始まりという説が一般的に浸透している。実際、ビートルズのメンバーでギタリストのジョージ・ハリスンは「MTVは僕たちの発明品だよ（笑）」と、冗談半分、本気半分で語っている他、ビートルズの主演映画『ビートルズがやって来るヤァ!ヤァ!ヤァ!』『ヘルプ!4人はアイドル』の監督を務めたリチャード・レスターは、MTVから「あなたはMTVの父だ」と賞状を贈られている。アメリカ合衆国で1980年代にMTVの登場によって急速に一般化した。特にマイケル・ジャクソンやマドンナはミュージックビデオを駆使した例である（マイケル・ジャクソンの「スリラー」や「今夜はビート・イット」、「バッド」などは当時非常に話題を呼んだ）。

### 2000年以降
一般にシングル曲のプロモーションのために制作されることが多いが、2000年代に入るとシングルCD市場の衰退などの要因によりアルバム収録曲のミュージック・ビデオが制作されるケースが多くなった。50セントの2005年のアルバム『The Massacre』のスペシャルエディション（再発盤）やベックの2006年のアルバム『The Information』には収録曲全曲のビデオを収録したDVDが付属された。日本でも海外の手法を取り入れる形で、アルバム発売に際してそのリードトラックをシングルCDとしては発売しないままビデオのみ制作するケースも増えてきている。
ミュージック・ビデオにストーリー性を加味する物も多く、最も有名なものにマイケル・ジャクソンの「Thriller」（1983年）がある。ユニークな例では、同じ曲で違う歌詞の全12曲（12章、約40分）でストーリーを展開したR・ケリーの「トラップト・イン・ザ・クローゼット」（DVDとして纏められている）がある。
ミュージック・ビデオは、日本国内ではスカパー!やケーブルテレビ局などを介したCS音楽専門チャンネル（MUSIC ON! TV、スペースシャワーTVなど）で視聴できる。また2000年代後半以降は、YouTubeやGYAO!などのインターネットの動画配信ウェブサイトやiTunes Storeなどでも視聴できるようになった。他にも、テレビ神奈川（tvk）が『ミュージックトマトJAPAN』などの番組で古くからミュージック・ビデオを多数放送している。また邦楽のミュージック・ビデオについては、1990年代中頃からバラエティ番組などのエンディング時のスタッフロールのバックにタイアップ曲のミュージック・ビデオを流す手法が見られはじめ、2000年代以降には同様の手法を取る番組が数多く見られるようになった。ただしこの場合、サビ部分のみの30秒前後だけ流されることが大半である。
また、ハイビジョン撮影される作品も増えている。ミュージック・ビデオが収録されたBlu-ray Discが付録に付いたCDがリリースされることは稀で、放送技術上の問題から公開される際に標準画質に落とされて放送されたり、DVD収録時にレターボックスで収録される形がほとんどである。近年では主に2010年代から16:9で収録される作品も増えているが、アルバム付属DVDやプロモーション・ビデオ（PV）集で以前の作品と同時に収録されると、それらとの兼ね合いからレターボックスに落とされて収録される事が多い。
替え歌に合わせてミュージック・ビデオもパロディ化しているアル・ヤンコビックは、必ず元の歌い手やレコード会社などの版権者から許可を得て製作・公開している。

## 日本
日本におけるミュージック・ビデオの発展は、生放送の音楽番組が衰退した1980年代後半から1990年代初頭以降、アーティストの音楽番組出演に代わるプロモーション手段の一つとして、また洋楽シーンの影響も受け増えていくようになる。この頃ミュージック・ビデオを積極的に使ったアーティストにはオフコース、TM NETWORK、小泉今日子、サザンオールスターズ、CHAGE and ASKAなどがいる。EPICソニー（現エピックレコードジャパン）は所属するアーティストのミュージック・ビデオやライブ映像をメインにした音楽番組『eZ』を放送するなど、レーベル独自の展開も見られるようになった。
従来はカセットやCDなどの販促（プロモーション）のみが目的であったので、PV（プロモーション・ビデオ）とよばれ、店頭での視聴や音楽番組（洋楽では『ベストヒットUSA』や『SONY MUSIC TV』が有名）での放映に限定されていたが、1990年代中頃からは、アーティストが映像作家と共に作品の世界観を表現し、一般に伝える手段のひとつとして重視されるようになっていった。ミュージック・ビデオから切り出された映像が、CMや出演しない音楽番組でのスポットで使用されることも多くなっていった。また、関東・中部・関西地区の独立県域テレビ局の一部（千葉テレビ放送、テレビ神奈川、KBS京都ほか）が日中の休止枠にて流す埋め草（うめくさ）や、TBSテレビなどの一部系列で行われた天気予報（歌う天気予報と呼ばれる）で、これらのビデオクリップを使った放送が実施されたことがある。
この頃にはすでにビデオデッキの普及が成されていたこともあり、パッケージ販売される機会も増加した。現在ではDVD-Videoによる販売が主流であるが、CDとDVDをセットにして割安な価格で販売する商品が売上を伸ばすケースが多い。ミュージック・ビデオは音楽以外の販売促進のための宣伝資料などの意味もある。1993年の『第35回日本レコード大賞』に初めて「ミュージックビデオ賞」が登場した。受賞したのはtrf「EZ DO DANCE」と米米クラブ「THE 8TH OF ACE」。ただしこの賞が設置されていたのは、この年と翌1994年の『第36回日本レコード大賞』のみである。
YouTubeが誕生してからは公式チャンネルからMVが投稿され、無料で観られる事が増えている。また、YouTubeでのMVの視聴回数がストリーミングやダウンロードと並んで、曲の人気の指標とされることも多い。

## 著名な作品
- ボヘミアン・ラプソディ（クイーン） - 明確にプロモーションを前提として制作された最初のミュージック・ビデオ作品とされる[9]。1970年代。
- スリラー（マイケル・ジャクソン） - MTVにおける「今まで作られたミュージック・ビデオの中で最も偉大なベスト100」で第一位[10]。ミュージック・ビデオとしては唯一アメリカ議会図書館に永久保存されている[11][注釈 2]。1980年代。
- スクリーム（マイケル・ジャクソン、ジャネット・ジャクソン） - 史上最も費用のかかったミュージック・ビデオとしてギネス・ワールド・レコーズに認定を受けている[10]。1990年代。

## ミュージック・ビデオの監督として有名な人物
ミュージック・ビデオで注目を集め、映画監督などに進出した人物も多い。
- サミュエル・ベイヤー（英語版）
- ピーター・クリストファーソン
- アントン・コービン
- クリス・カニンガム
- ネイザン・コックス（英語版）
- グレゴリー・ダーク
- ジョナサン・デミ
- ナイジェル・ディック（英語版）
- デヴィッド・フィンチャー
- ジョナサン・グレイザー
- ゴドレイ&クレーム
- ミシェル・ゴンドリー
- ポール・ハンター（英語版）
- ウェイン・アイシャム（英語版）
- デレク・ジャーマン
- スパイク・ジョーンズ
- ジョセフ・カーン（英語版）
- キース・マクミラン（キーフ）
- マイケル・ムーア
- マーク・ロマネク
- デヴィッド・スターキー（英語版）
- マーク・ウェブ
- ロブ・ゾンビ
- 石井貴英
- 糸曽賢志
- 井上強
- 井上哲央
- 岩井俊二
- 宇川直宏
- UGICHIN
- ウスイヒロシ
- 内野政明
- ELECROTNIK
- 大喜多正毅
- 大坪草次郎
- 上村右近
- 河谷英夫
- 川村ケンスケ
- 小島淳二
- 紀里谷和明
- 久保茂昭
- 窪田崇
- 古賀鈴鳴
- 児玉裕一
- 是枝裕和
- 齋藤剋範
- 佐藤輝
- 清水康彦
- 島田大介
- 下山天
- 信藤三雄
- 末田健
- 須永秀明
- TAKEI GOODMAN（タケイグッドマン）
- 竹石渉
- 竹内スグル
- 竹内鉄郎
- 竹久正記
- 高田弘隆
- 高橋栄樹
- 高橋洋平
- 田所貴司
- タナカノリユキ
- 田中秀幸
- 丹下紘希
- 丹修一
- 辻川幸一郎
- 鶴岡雅浩
- 豊田利晃
- 中井庸友
- 中野裕之
- 中村剛
- 中村友彦
- 夏目現
- 西郡勲
- 二宮“NINO”大輔
- 四方俊幸
- 根岸耕平
- 八若道洋
- 番場秀一
- Higuchinsky
- 平岡香純
- 長谷川信
- 菱川勢一
- 藤本実
- 福田是久
- 前嶋輝
- 牧鉄馬
- 松原つよし
- 宮坂まゆみ
- 武藤眞志
- 森田空海
- 諸沢利彦
- 安田潤司
- 山口保幸
- 薮内省吾

### 自らミュージック・ビデオの監督を務める音楽家
- aki、junji（Laputa）
- アダム・ジョーンズ（トゥール）
- アル・ヤンコビック
- 安藤裕子
- 石井竜也
- 小田和正（後に映画監督にも挑戦している）
- Tommy heavenly6
- 岸田繁（くるり）
- 木下理樹（ART-SCHOOL）
- 後藤正文（ASIAN KUNG-FU GENERATION）
- SHUN（FANATIC◇CRISIS）
- ジョー・ハーン（リンキン・パーク）
- の子（神聖かまってちゃん）
- 田口達也（Non Stop Rabbit）
- ピエール瀧（電気グルーヴ）
- 松岡昌宏（TOKIO）
- 峯田和伸（銀杏BOYZ、ex.GOING STEADY）
- 向井秀徳（ZAZEN BOYS、ex.NUMBER GIRL）
- 遊助
- 米津玄師
- 山口一郎 (サカナクション)
- 冨塚大地 (BOYS END SWING GIRL)
- こやまたくや/寿司くん、しばたありぼぼ（ヤバイTシャツ屋さん）
- 一瀬貴之（MOSHIMO）
- 夢眠ねむ（でんぱ組.inc）
- 完全制覇サスケ、マンモーニ拓磨（犬も食わねぇよ。）